# Aponévrose palmaire
L'aponévrose palmaire (ou aponévrose palmaire superficielle ou fascia de Dupuytren) est l'aponévrose superficielle de la paume de la main. Elle est constituée de l'aponévrose palmaire moyenne médiane et des deux aponévroses palmaires latérales.

## Description

### Aponévrose palmaire moyenne
L'aponévrose palmaire moyenne (ou ligament palmaire) occupe le milieu de la paume. C'est une lame fibreuse résistante de forme triangulaire.
Son sommet est continu avec le bord inférieur du rétinaculum des fléchisseurs et reçoit le tendon élargi du muscle long palmaire.
Sa base est située au niveau des racines des quatre derniers doigts. Elle s'y divise en quatre feuillets (un par doigt) qui émettent des fibres superficielles vers la peau. En dessous ils s’insèrent aux gaines des tendons fléchisseurs et au ligament métacarpien transverse superficiel par deux expansions (septum de Legueu et Juvara) qui forment de courts canaux devant les têtes des métacarpiens permettant le passage des tendons des fléchisseurs.
Entre les quatre feuillets passent les vaisseaux et nerfs digitaux et les tendons des muscles lombricaux de la main.
La partie centrale de l'aponévrose palmaire est intimement liée au tégument et donne origine par son bord médial au muscle court palmaire. Elle recouvre l'arcade palmaire superficielle, les tendons des muscles fléchisseurs et les branches des nerfs médian et ulnaire.
Latéralement et médialement elle se poursuit par les aponévroses palmaires latérales.

### Aponévroses palmaires latérales
Les aponévroses palmaires latérales recouvrent les muscles des éminences thénar et hypothénar et rejoignent les fascias du dos de la main.

## Galerie

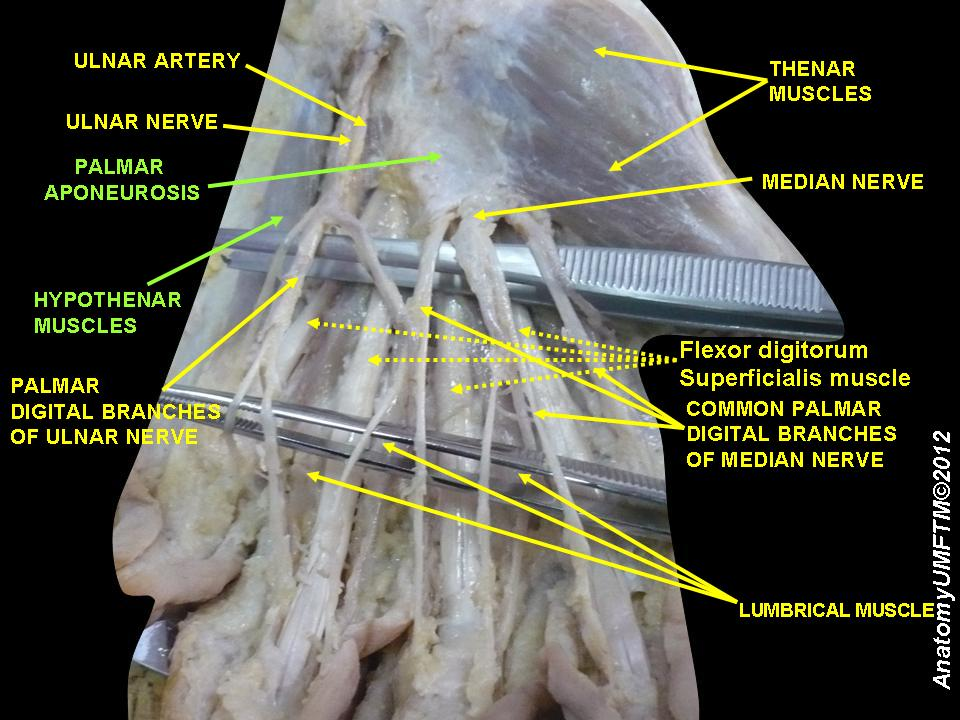
Aponévrose palmaire
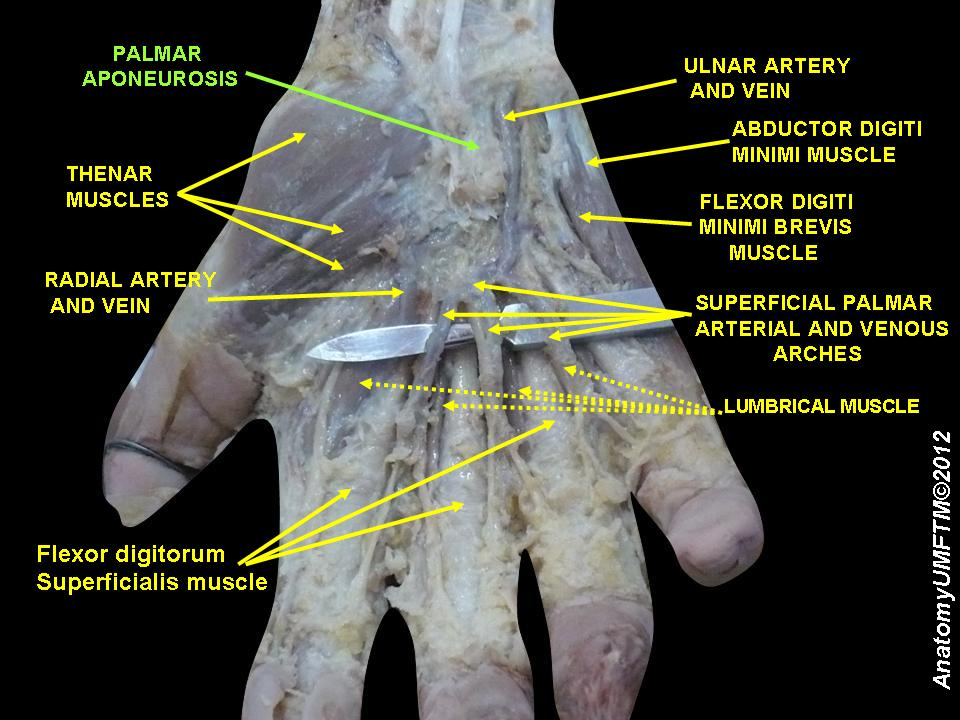
Aponévrose palmaire
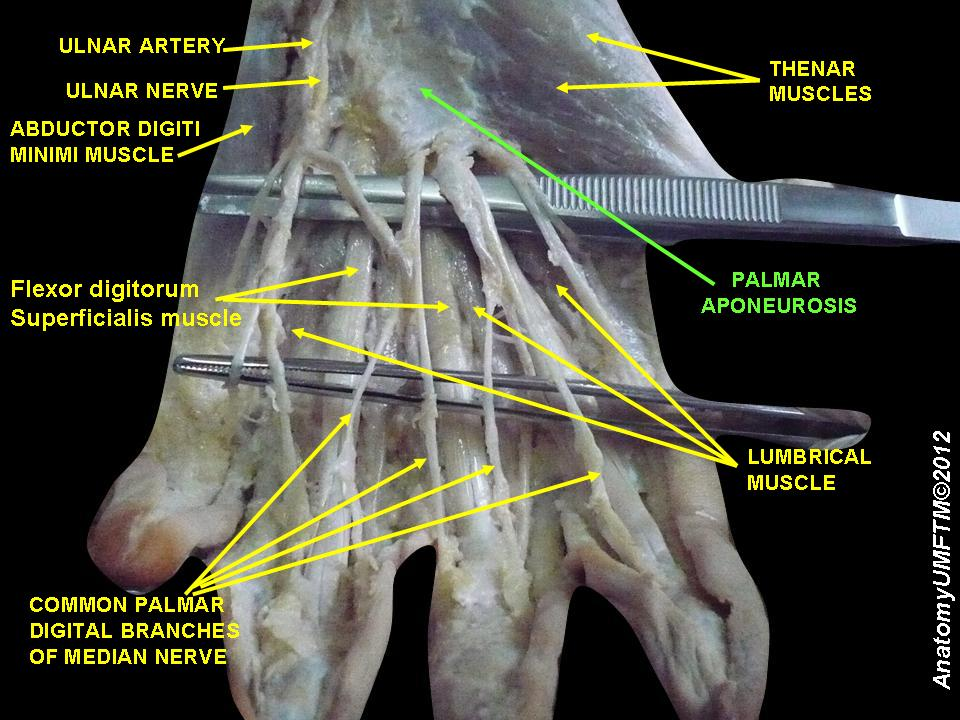
Aponévrose palmaire
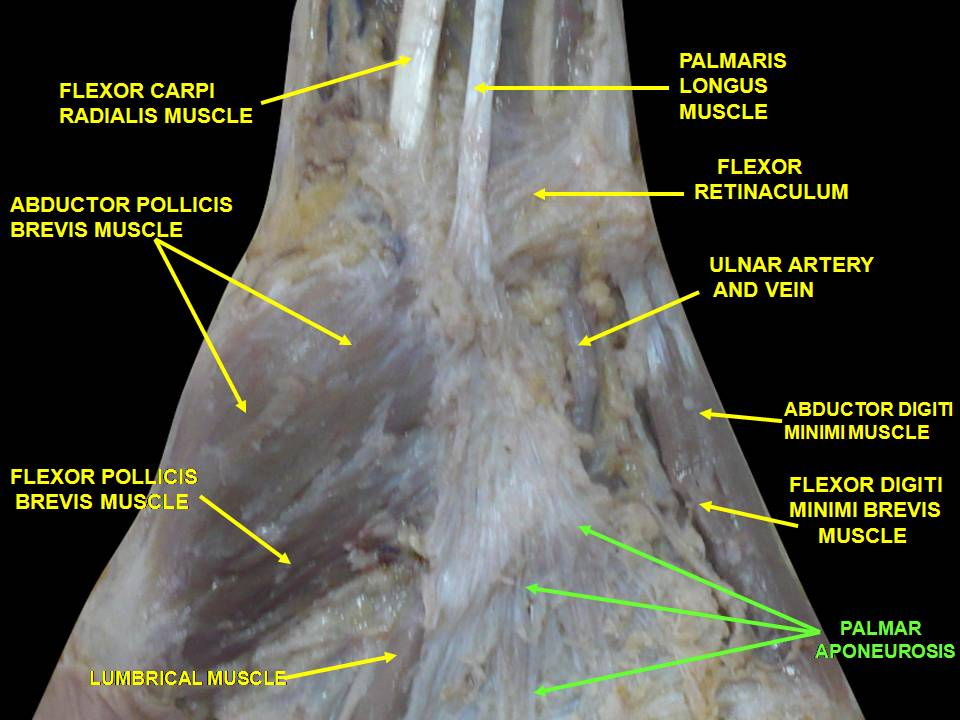
Aponévrose palmaire